# مازن محمدین
مازن محمدین (عربی: مازن محمدين؛ زادهٔ ۲ مهٔ ۲۰۰۰) بازیکن فوتبال اهل سودان است.
وی همچنین در تیم‌های ملی فوتبال زیر ۲۰ سال سودان و سودان، بازی کرده‌است.